# Качкін Володимир Геннадійович
Володимир Геннадійович Качкін — старший лейтенант Збройних сил України.
Командир взводу, 79-та аеромобільна бригада.

## Нагороди
15 липня 2014 року — за особисту мужність і героїзм, виявлені у захисті державного суверенітету та територіальної цілісності України, вірність військовій присязі під час російсько-української війни, відзначений — нагороджений орденом Богдана Хмельницького III ступеня.